# Quintanilla del Monte (kommun)
Quintanilla del Monte är en kommun i Spanien.   Den ligger i provinsen Provincia de Zamora och regionen Kastilien och Leon, i den centrala delen av landet, 210 km nordväst om huvudstaden Madrid. Antalet invånare är 103. Arean är 21,0 kvadratkilometer.
Terrängen i Quintanilla del Monte är platt.